# Elies
|  | Per a altres significats, vegeu «Elies (desambiguació)». |

Segons la Bíblia, Elies o Elias (hebreu: אֵלִיָּהוּ, ʔēlijˈjāhū‎ —forma plena—, אֵלִיָּה, ʔēlijˈjāh —forma reduïda—; en llatí Ēlīās; en grec Ἠλίας) va ser un dels profetes de l'Antic Testament.
 Era originari de Galaad. S'oposà al culte a Baal en temps del Rei del Regne d'Israel, Acab, i de Jezabel.
Elies significa El meu Déu és Jahvè.

## Profecies
Va predir una sequera molt forta a Israel i ell se'n va anar al torrent de Querit, prop del riu Jordà. En el Primer Llibre dels Reis conta que els corbs li duien pa i carn al matí i a la tarda, i bevia aigua del torrent fins que aquest s'assecà i hagué de marxar del lloc. Aleshores emigrà cap a Sarepta, prop de Sidó.
Allà es va hostatjar a casa d'una dona viuda i del seu fill. Al cap d'un temps, l'infant es posà malalt i morí. Elies va endur-se'l a la seva cambra i llavors va ressuscitar el nen.
Al cap de tres anys, Elies es va presentar al rei Acab i va reptar el seu déu, Baal. Al mont Carmel es van reunir 450 profetes pagans i Elies i cada grup va aclamar el seu déu. L'única ofrena que va cremar fou la d'Elies, d'aquesta manera va guanyar milers d'adeptes entre les tribus d'Israel, que van assassinar tots els falsos profetes d'Israel.
En assabentar-se'n la reina Jezabel va ordenar la mort d'Elies però aquest va poder fugir al desert de Judà. Va travessar el desert i va iniciar un camí que el dugué a Damasc, on va coronar rei d'Assíria a Hazael, després va coronar rei del Regne d'Israel a Jehú i finalment va proclamar nou profeta i successor seu a Eliseu.
Elies va assabentar-se que el rei Acab d'Israel havia mort un home just anomenat Nabot i va recriminar-li davant el poble aquell fet.
El successor d'Acab, el rei Ahazià d'Israel va enviar cent homes a detenir-lo però una columna de foc vinguda del cel els va fulminar. Posteriorment van arribar cinquanta soldats més però el comandant de l'escamot es va agenollar davant seu i li va suplicar que l'acompanyés al palau reial. Elies es presentà davant d'Ahazià d'Israel i va recriminar els seus actes.［2 Reis 1］
Va viatjar amb el seu deixeble Eliseu per Betel, Jericó i fins al riu Jordà, on Elies prengué el seu mantell, el va plegar i amb ell va colpejar les aigües, que es van dividir a banda i banda, i tots dos van travessar-lo a peu eixut.
Per la seva lleialtat a Déu fou ascendit directament al cel. Mentre caminava amb Eliseu, va descendir del cel un carro amb cavalls de foc que els separà i s'endugué Elies cap al cel.［2 Reis 2:1-18］

## Elies a la Biblia i altres textos
A 1 Reis 18, Elies va defensar l'adoració del Déu hebreu sobre la de la deïtat cananea Baal. Déu també va fer molts miracles a través d'Elies, inclosa la resurrecció, fer baixar foc del cel i entrar al cel viu. També es presenta com a líder d'una escola de profetes coneguda com els fills dels profetes. Després de la seva ascensió, Eliseu, el seu deixeble i assistent més devot, va assumir el seu paper de líder d'aquesta escola. El Llibre de Malaquies profetitza el retorn d'Elies abans de l'arribada del gran i terrible dia del Senyor, fent-lo un presagi del Messies i de l'escatologia en diverses religions que veneren la Bíblia hebrea. Les referències a Elies apareixen al Siràcida, el Nou Testament, la Mixnà i el Talmud, l'Alcorà, el Llibre de Mormó i els escrits bahá'í. Els estudiosos generalment estan d'acord que una figura històrica anomenada Elies va existir a l'antic Israel, però alguns estudiosos argumenten que la representació bíblica d'ell reflecteix un embelliment llegendari i teològic més que una documentació purament històrica de les seves accions i influència.
En el judaisme, el nom d'Elie s'invoca en el ritu setmanal de Havdala que marca el final del Sàbat, i Elijah és invocat en altres costums jueus, entre ells el Séder de Pessa'h i el Brit Milà (circumcisió ritual). Apareix en nombroses històries i referències a la Hagadà i la literatura rabínica, inclòs el Talmud babilònic. Segons algunes interpretacions jueves, Elies tornarà durant la fi dels temps.
El Nou Testament cristià assenyala que algunes persones pensaven que Jesús era, d'alguna manera, Elies, però també deixa clar que Joan Baptista és l'Elies a qui es va prometre que vindria a Malàquies 3:1; 4:5. Segons els relats dels tres evangelis sinòptics, Elies va aparèixer amb Moisès durant la transfiguració de Jesús.
Elies a l'islam apareix a l'Alcorà com un profeta i missatger de Déu, on la seva narració bíblica de la predicació contra els adoradors de Baal es relata de forma concisa.
A causa de la seva importància per als musulmans, catòlics i cristians ortodoxos, Elies ha estat venerat com el patró de Bòsnia i Hercegovina des de 1752.

## Relats bíblics

Mapa d’Israel tal com era al 9è segle aC. El blau és el Regne d'Israel. El groc daurat és el Regne de Judà.

Segons la Bíblia, el segle IX aC, el Regne d'Israel, un cop unit sota Salomó, s'havia dividit en el Regne del nord d'Israel i el Regne del Sud de Judà (que conservava la capital històrica de Jerusalem juntament amb el seu Temple). Omrí, rei d'Israel, va continuar les polítiques que dataven del regnat de Jeroboam, contràries a la llei religiosa, que pretenien reorientar el focus religiós lluny de Jerusalem: fomentar la construcció d'altars del temple local per als sacrificis, nomenar sacerdots fora de la família dels levites, i permetre o encoratjar els temples dedicats a Baal, una deïtat important en l'antiga religió cananea. Omrí va aconseguir la seguretat domèstica amb una aliança matrimonial entre el seu fill Acab i la princesa Jezabel, adoradora de Baal i filla del rei de Sidó a Fenícia. Aquestes solucions van portar seguretat i prosperitat econòmica a Israel durant un temps, però no van portar la pau amb els profetes israelites, que defensaven una interpretació deuteronòmica estricta de la llei religiosa.
Sota la reialesa d'Acab, les tensions es van agreujar. Acab va construir un temple per a Baal, i la seva dona Jezabel va portar al país un gran seguici de sacerdots i profetes de Baal i Aixera. En aquest context, Elies és introduït a 1 Reis 17:1 com Elies el tixbita. Adverteix a Acab que hi haurà anys de sequera catastròfica tan severa que ni tan sols es formarà rosada, perquè Acab i la seva reina es troben al final d'una línia de reis d'Israel que es diu que han fet el mal als ulls del Senyor.

### Llibres de Reis
No es donen antecedents per a la persona d'Elies excepte per la seva breu caracterització com a tixbita. El seu nom en hebreu significa El meu Déu és Jahvè, i pot ser un títol aplicat a ell a causa del seu repte per adorar Baal.
Tal com es diu a la Bíblia hebrea, el repte d'Elies és audaç i directe. Baal era el déu cananeu responsable de la pluja, els trons, els llamps i la rosada. Així, Elies, quan inicialment anuncia la sequera, no només desafia Baal en nom del mateix Déu, sinó que també desafia Jezabel, els seus sacerdots, Acab i el poble d'Israel. per

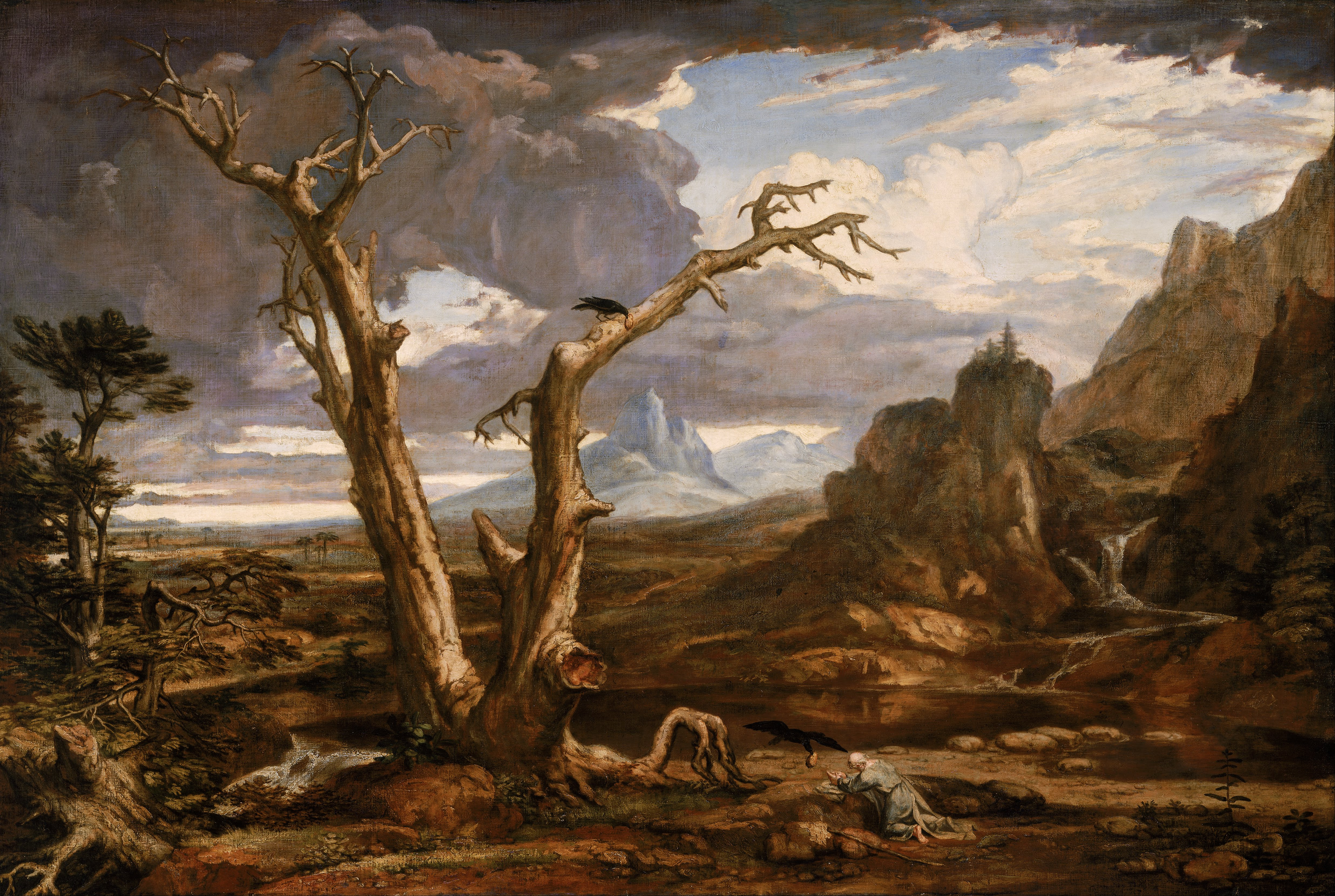
Elijah in the desert, de Washington Allston

#### Viuda de Sarepta
Després de l'enfrontament d'Elies amb Acab, Déu li diu de fugir d'Israel, a un amagatall al costat del riu Chorath, a l'est del Jordà, on serà alimentat per corbs. Quan el riu s'asseca, Déu l'envia a una vídua que viu a la ciutat de Sarepta, a Fenícia.
Quan Elies la troba, li demana una mica d'aigua i un tros de pa, però ella diu que no té prou menjar per mantenir-la amb vida a ella i al seu propi fill. Elies li diu que Déu no permetrà que s'esgoti el seu subministrament de farina ni d'oli, dient: «No tinguis por... Perquè així diu el Senyor, Déu d'Israel: El pot de farina no s'esgotarà, i el la gerra d'oli no s'assecarà fins al dia que el Senyor faci ploure sobre la terra». Ella li dona l'últim menjar, i la promesa d'Elies es fa realitat miraculosament.

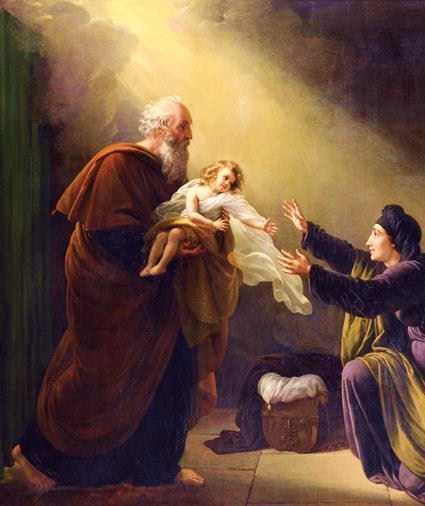
Elies ressuscitant el fill de la vídua de Sarepta de Louis Hersent

Temps després el fill de la vídua mor i la vídua crida: «Has vingut a mi per recordar el meu pecat i per provocar la mort del meu fill!» Elies prega perquè Déu pugui restaurar el seu fill perquè es demostri la fidelitat de la paraula de Déu, i «[Déu] va escoltar la veu d'Elies; la vida del nen va tornar a entrar en ell i va reviure». Aquesta és la primera instància de ressuscitar els morts registrada a les Escriptures. La vídua va cridar: «La paraula del Senyor a la teva boca és veritat».
Després de més de tres anys de sequera i fam, Déu li diu a Elies que torni a Acab i anunciï el final de la sequera. Durant el seu camí, Elies es troba amb Obadies, el cap de casa d'Acab, que havia amagat un centenar de profetes jueus de la violenta purga de Jezabel. Obadies tem que quan informi a Acab del parador d'Elies, Elies desaparegui, provocant Acab a executar-lo. Elies tranquil·litza Obadies i l'envia a Acab.

#### Repte a Baal

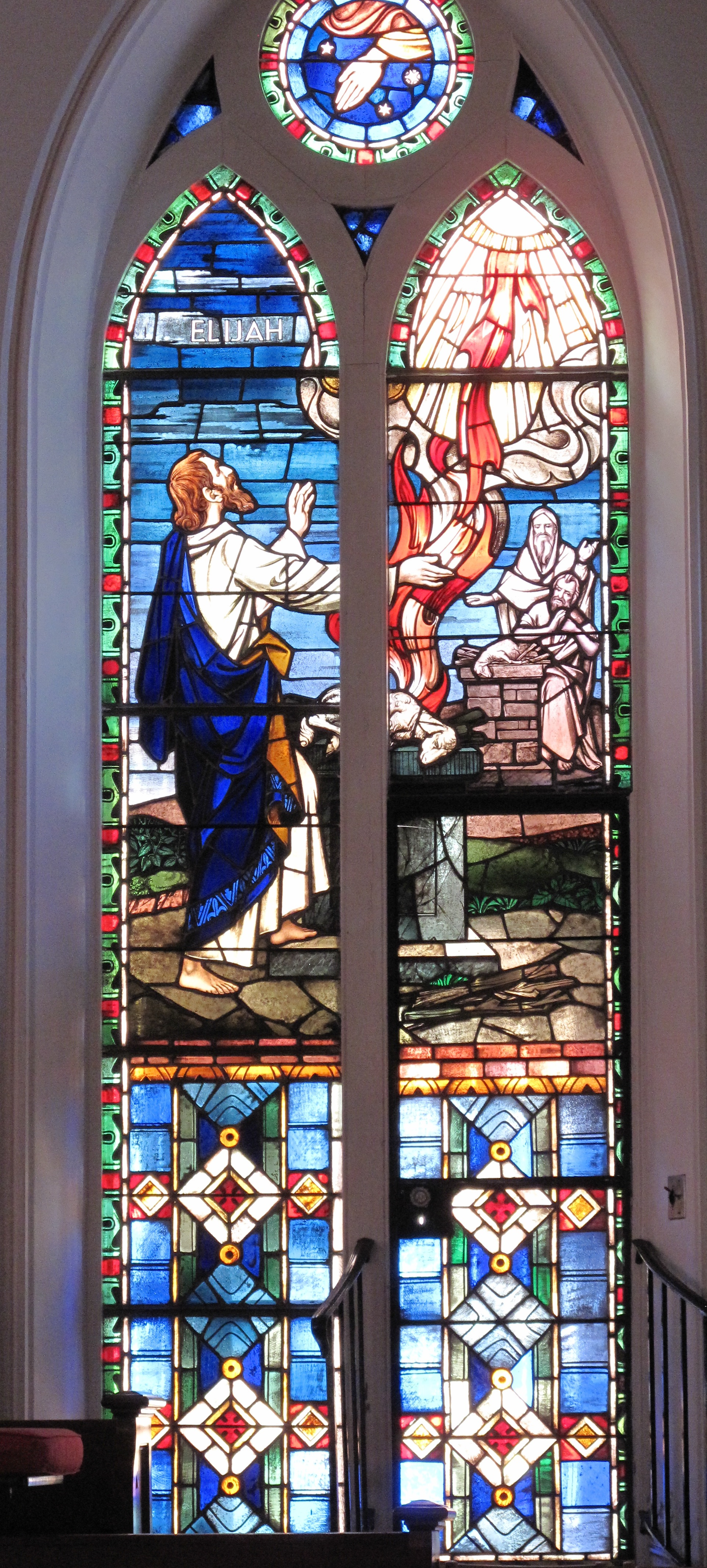
L'ofrena d'Elijah és consumida pel foc del cel en un vitrall de l'església evangèlica luterana alemanya de Sant Mateu a Charleston, Carolina del Sud.

Quan Acab s'enfronta a Elies, el denuncia com el pertorbador d'Israel, però Elies replica que Acab mateix va ser qui va molestar Israel en permetre l'adoració de falsos déus (shedim).
Per ordre d'Elies, Acab va convocar el poble d'Israel, 450 profetes de Baal i 400 profetes d'Aixera al mont Carmel. Aleshores, Elies renya la gent per la seva persistència en adorar Baal: «Fins quan aniràs coixejant amb dues opinions diferents? Si el Senyor és Déu, segueix-lo; però si és Baal, segueix-lo també».
Elies proposa una prova directa dels poders de Baal i Jahvè (tant Asera com els seus profetes desapareixen completament de la història): ell i els profetes de Baal agafaran cadascun dels dos toros, el prepararan per al sacrifici i el posaran sobre fusta, però no hi encendran cap foc. Els profetes de Baal trien i preparen un toro en conseqüència. Aleshores, Elies els convida a pregar perquè el foc encengui el sacrifici. Resen des del matí fins al migdia sense èxit. Elies ridiculitza els seus esforços. Al migdia Elies es burlava d'ells, dient: Crida en veu alta! Segur que és un déu; o medita, o està errant, o està de viatge, o potser està adormit i s'ha de despertar. Responen cridant més fort i tallant-se amb espases i llances. Continuen resant fins al vespre sense èxit.
Aleshores Elies prepara l'altar de Jahvè amb dotze pedres, que representen les dotze tribus d'Israel. Elies cava una trinxera al seu voltant i prepara l'altre toro per al sacrifici. Aleshores ordena que el sacrifici i l'altar siguin mullats amb aigua de quatre grans pots abocats tres vegades, omplint també la rasa. Demana a Jahvè que accepti el sacrifici. Cau foc del cel, consumint el sacrifici, les pedres del mateix altar, la terra i l'aigua de la rasa també. Quan la gent ho veu, diu: «El Senyor és Déu, el Senyor és Déu». Aleshores, Elies els ordena que s'apoderin dels profetes de Baal, cosa que fan, i Elies els fa baixar al riu Quixó i els mata, i comencen les pluges, assenyalant el final de la fam.

#### Mont Horeb
Jezabel, enfurismada perquè Elies ha matat els profetes de Baal, amenaça de matar-lo. Elies fuig a Beerxeba a Judà, sol pel desert, i finalment s'asseu sota un arbust, pregant per la mort i finalment s'adorm. Finalment, un àngel del Senyor el desperta suaument, dient-li que es desperti i mengi. Quan es desperta troba pa i un pot d'aigua, menja, beu i es torna a dormir. Llavors l'àngel ve a ell una segona vegada i li diu que torni a menjar i beure, perquè té un llarg camí per davant.

Elies viatja durant quaranta dies i quaranta nits a la muntanya Horeb, on Moisès havia rebut els Deu manaments. Elies és l'única persona descrita a la Bíblia que ha tornat a l'Horeb, després que Moisès i la seva generació l'haguessin abandonat uns quants segles abans. Busca refugi en una cova. Es diu a Elies «Surt i posa't a la muntanya davant el Senyor perquè el Senyor és a punt de passar». Ve un vent fort, després un terratrèmol i després un foc, però Jahveh no és en cap d'aquests, i opta per venir com una veu tranquil·la i petita, que demana a Elies que torni a marxar, aquesta vegada a Damasc per ungir Hazael. com a rei d’Aram, Jehú com a rei d’Israel i Eliseu com a successor de l'antic profeta.

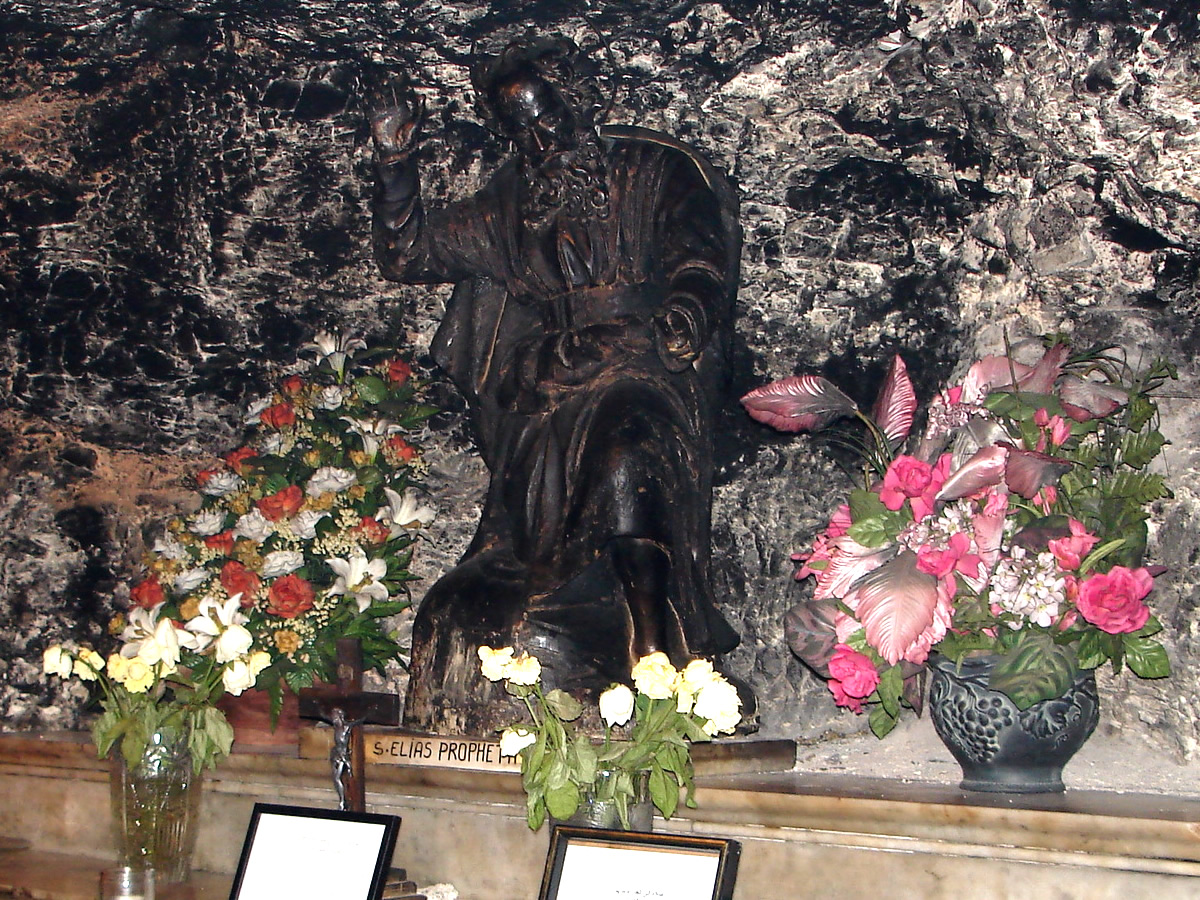
Una estàtua d'Elies a la cova d'Elies, Mont Carmel, Israel
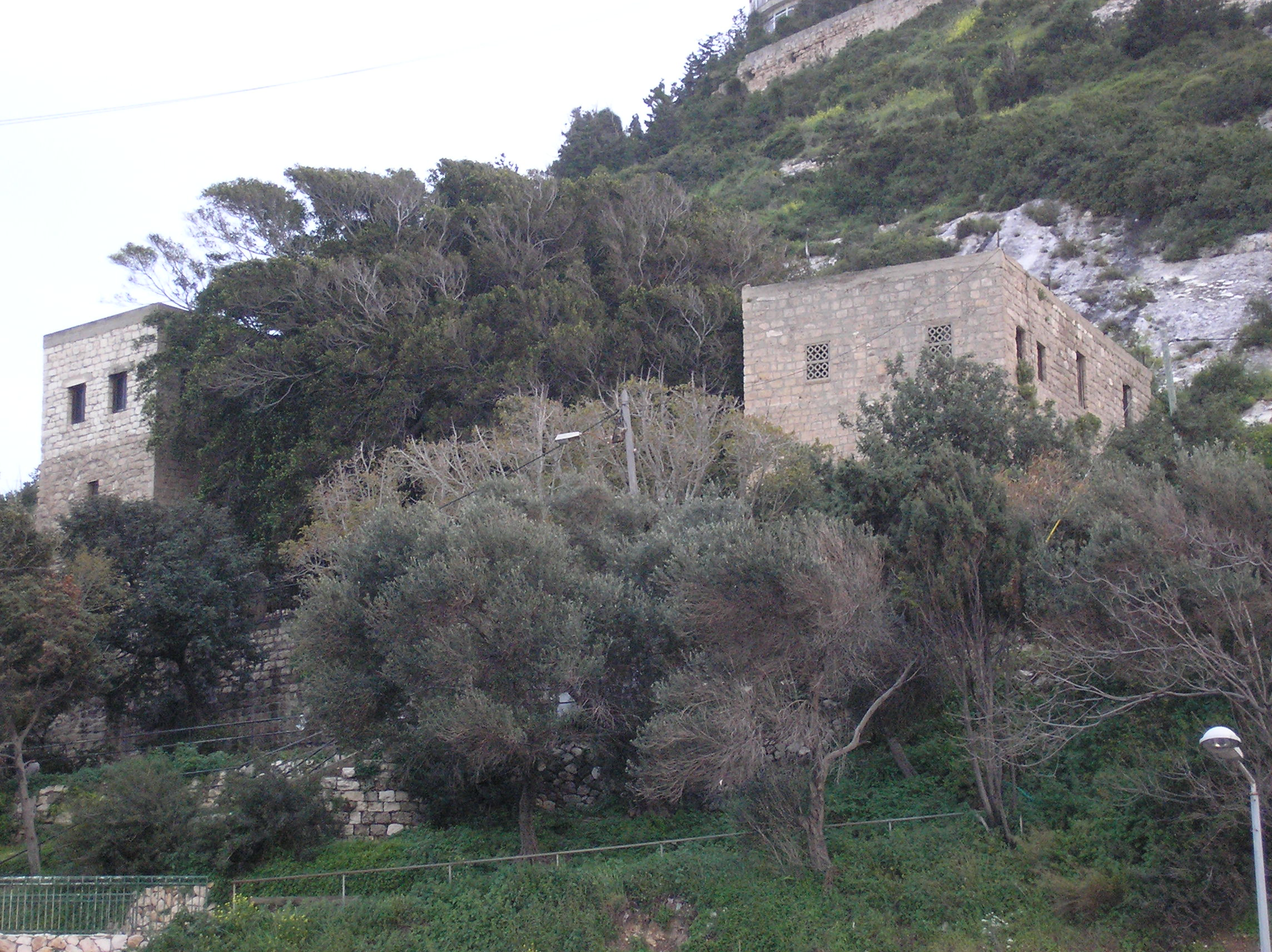
La cova d'Elies, Mont Carmel, Israel

#### Vinya de Nabot
Elies torna a trobar-se amb Acab a 1 Reis 21, després que Acab hagi adquirit possessió d'una vinya a causa d'un assassinat. Acab vol tenir la vinya de Nabot de Jizreel. Ofereix una vinya millor o un preu just per la terra. Però Nabot li diu a Acab que Déu li ha dit que no se separés de la terra. Acab accepta aquesta resposta de males maneres. Jezabel, però, té un pla per adquirir la terra. Envia cartes, en nom d'Acab, als ancians i nobles que vivien prop de Nabot. Han d'organitzar un banquet i convidar a Nabot. A la festa, s'han de fer acusacions falses i maleir Déu i Acab contra ell. La trama es porta a terme i Nabot és apedregat. Quan arriba la notícia que Nabot ha mort, Jezabel li diu a Acab que prengui possessió de la vinya.
Déu torna a parlar amb Elies i l'envia a enfrontar-se amb Acab amb una pregunta i una profecia: Has matat i has pres possessió? i Al lloc on els gossos van llepar la sang de Nabot, els gossos també et lleparan la sang. Acab comença l'enfrontament acusant Elies de ser el seu enemic. Elies li respon dient que s'ha fet enemic de Déu amb les seves pròpies accions. Elies diu a Acab que tot el seu regne rebutjarà la seva autoritat; que Jezabel serà menjada pels gossos dins de Jezreel; i que la seva família serà consumida també pels gossos (si moren a una ciutat) o pels ocells (si moren al camp). Quan Acab escolta això, es penedeix tan sincerament que Déu atura la seva mà per castigar Acab, i comptes d'això, aboca la seva ira sobre Jezabel i el seu fill, Ahazià.

#### Ahazies

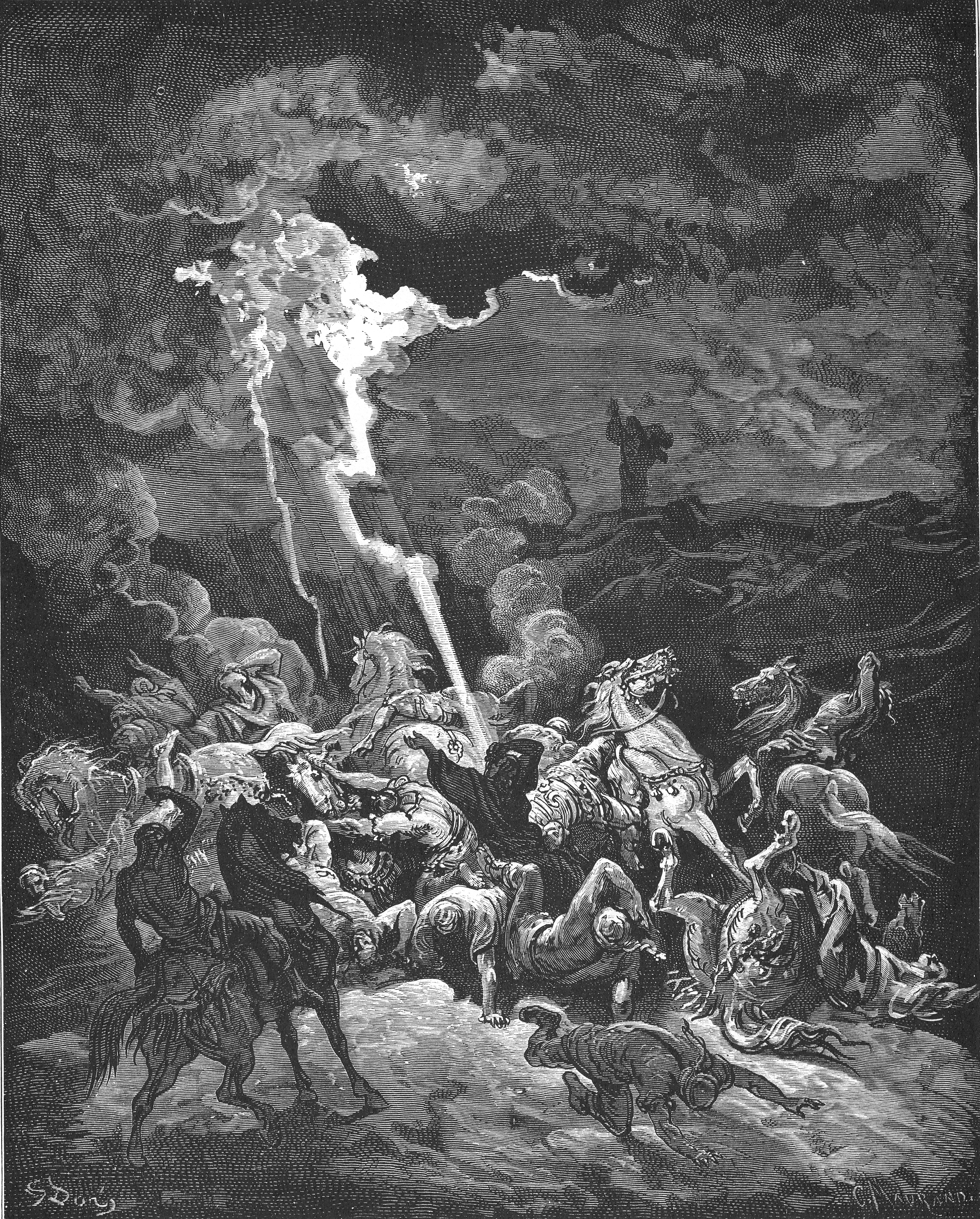
Elijah destruint els missatgers d'Ahazià (il·lustració de Gustave Doré de La Sainte Bible de 1866)

La història d'Elies continua ara des d'Acab fins a una trobada amb Ahazià (2 Reis 1). L'escena comença amb Ahazià greument ferit en una caiguda. Envia als sacerdots de Belzebú a Ecron, fora del regne d'Israel, per saber si es recuperarà. Elies intercepta els seus missatgers i els envia de tornada a Ocozies amb un missatge: «¿És perquè no hi ha Déu a Israel que envieu a consultar Baal-Zebub, el déu d'Ecron?» Ocozies demana als missatgers que descriguin la persona que els va donar aquest missatge. Li diuen que era un home pelut amb un cinturó de cuir a la cintura i reconeix a l'instant la descripció com Elies el tixbita.
Ocozies envia tres grups de soldats per arrestar Elies. Els dos primers són destruïts pel foc que Elies fa baixar del cel. El líder del tercer grup demana pietat per a ell i els seus homes. Elies accepta acompanyar aquest tercer grup a Acoziàs, on dona la seva profecia en persona. Ocozies mor sense recuperar-se de les seves ferides d'acord amb la paraula d'Elies.

#### Carro de foc

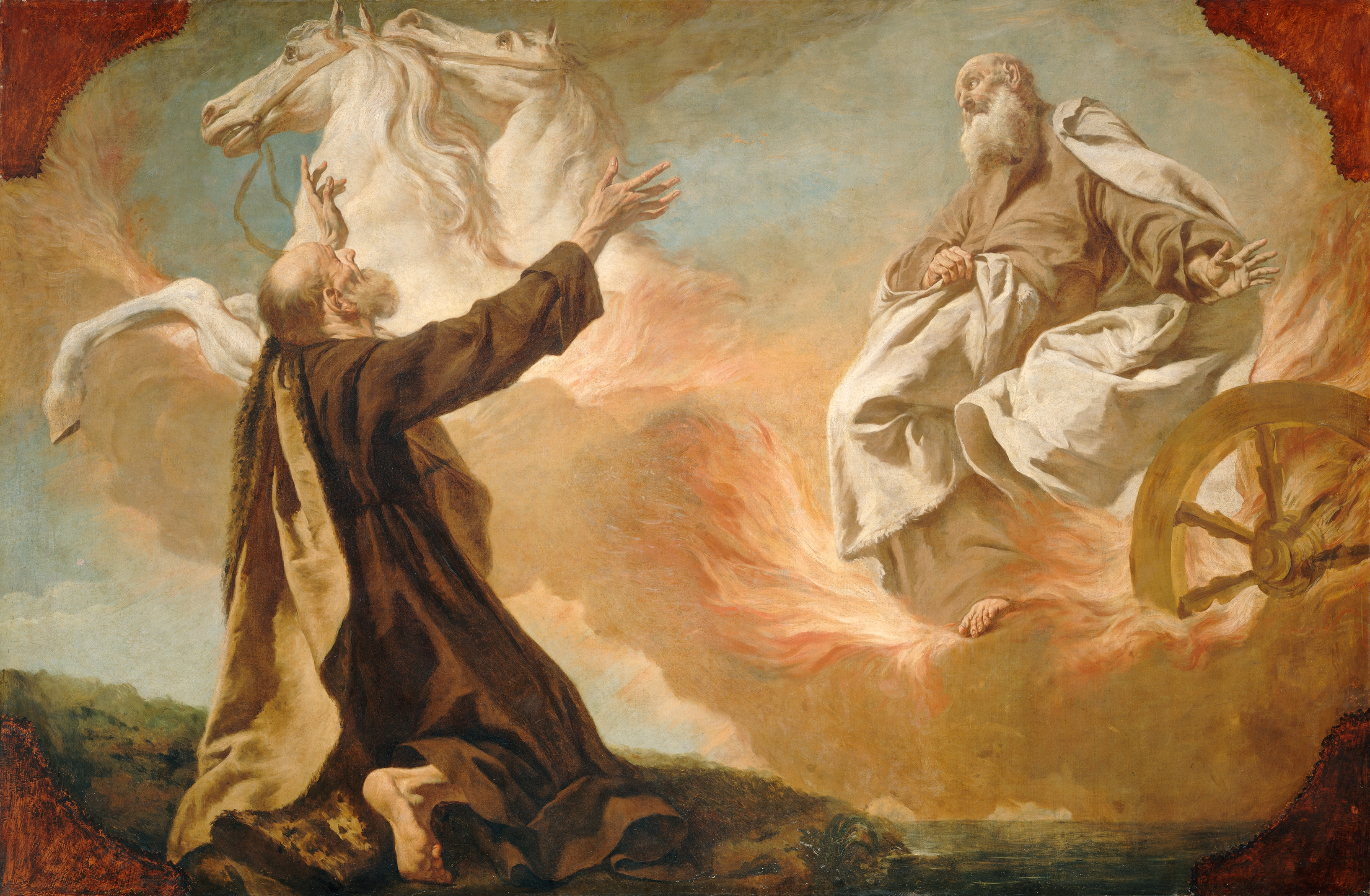
Elies aixecat en un carro de foc per Giuseppe Angeli, c. 1740

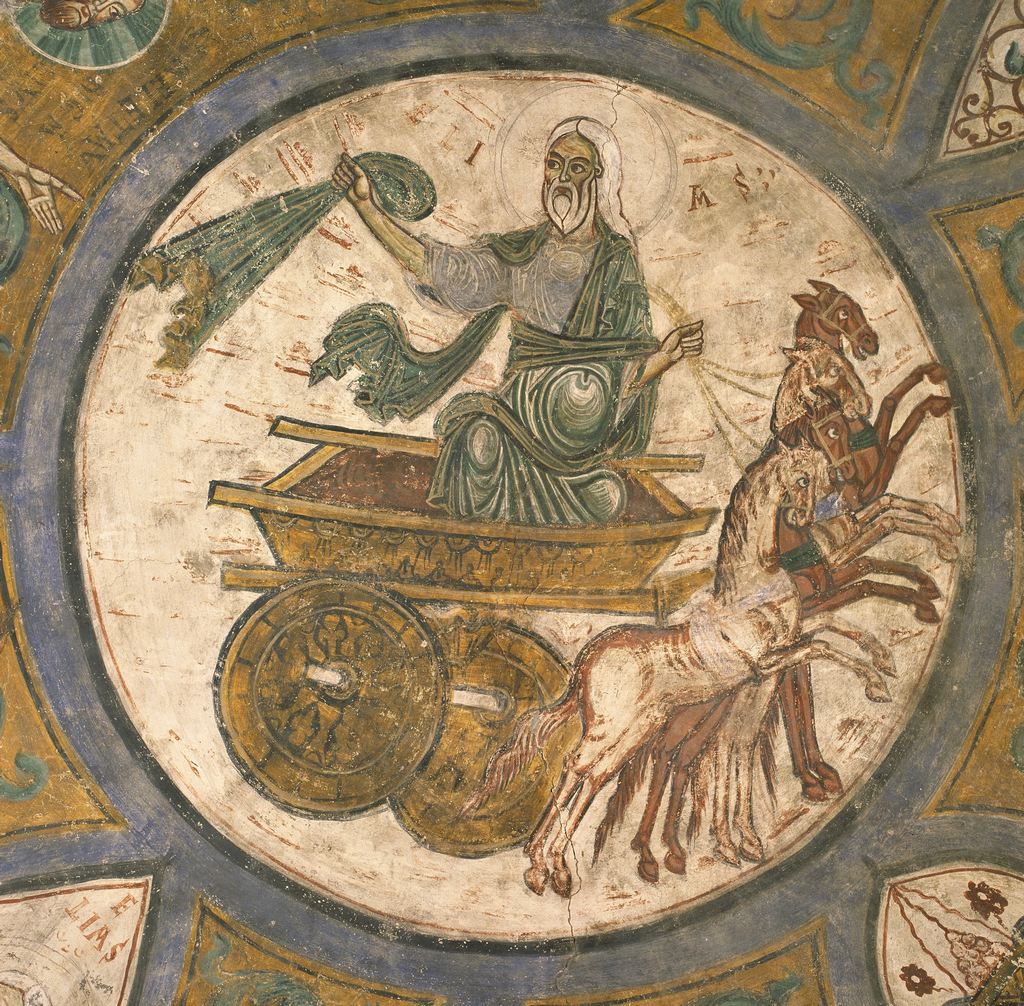
El carro d'Elies en el remolí. Fresco, catedral d'Anagni, c. 1250

Segons 2 Reis 2:3–9, Eliseu i els fills dels profetes sabien per endavant que Elies algun dia pujaria al cel. Eliseu va demanar a Elies que deixés que una doble porció de l'esperit d'Elies estigués sobre ell. Elies va estar d'acord, amb la condició que Eliseu el veuria pres.
Elies, en companyia d'Eliseu, s'acosta al Jordà. S'enrotlla el mantell i colpeja l'aigua. L'aigua es divideix immediatament i Elies i Eliseu el creuen a terra seca. De sobte, apareix un carro de foc i cavalls de foc i Elies s'aixeca en un remolí. Quan Elies és aixecat, el seu mantell cau a terra i Eliseu l'agafa.

### Llibres de cròniques
Elies s'esmenta una vegada més a 2 Cròniques 21:12, que serà la seva última menció a la Bíblia hebrea. S'envia una carta sota el nom del profeta a Joram de Judà. Li diu que ha enganyat el poble de Judà de la mateixa manera que Israel s'ha enganyat. El profeta acaba la carta amb una predicció d'una mort dolorosa.
Aquesta carta és un trencaclosques per als lectors per diversos motius. En primer lloc, es tracta d'un rei del regne del sud, mentre que Elies es preocupava del regne d'Israel. En segon lloc, el missatge comença amb «Això diu YHVH, Déu del teu pare David...» en lloc del més habitual «...en nom de YHVH, Déu d'Israel». A més, aquesta carta sembla venir després de l'ascens d'Elies al remolí.
Michael Wilcock, abans del Trinity College, Bristol, suggereix una sèrie de possibles raons per a aquesta carta, entre altres que pot ser un exemple de substitució del nom d'un profeta més conegut pel d'un profeta menys conegut. John Van Seters, tanmateix, rebutja la carta perquè no té cap connexió amb la tradició d'Elies. No obstant això, Wilcock argumenta que la carta d'Elies aborda una situació molt 'nord 'al regne del sud i, per tant, és autèntica.

### A Malaquies
Mentre que la menció final d'Elies a la Bíblia hebrea es troba al Llibre de les Cròniques, la reordenació de la Bíblia cristiana situa el Llibre de Malàquies (que profetitza un messies) com el llibre final de l'Antic Testament, abans dels evangelis del Nou Testament. Així, l'última aparició d'Elies a l'Antic Testament es troba al Llibre de Malàquies, on està escrit: «Mireu, us enviaré el profeta Elies abans que vingui el gran i impressionant dia del Senyor. I ell tornarà el cor dels pares als seus fills i el cor dels fills als seus pares, perquè no vingui a colpejar la terra amb un decret de destrucció total».

## Galeria

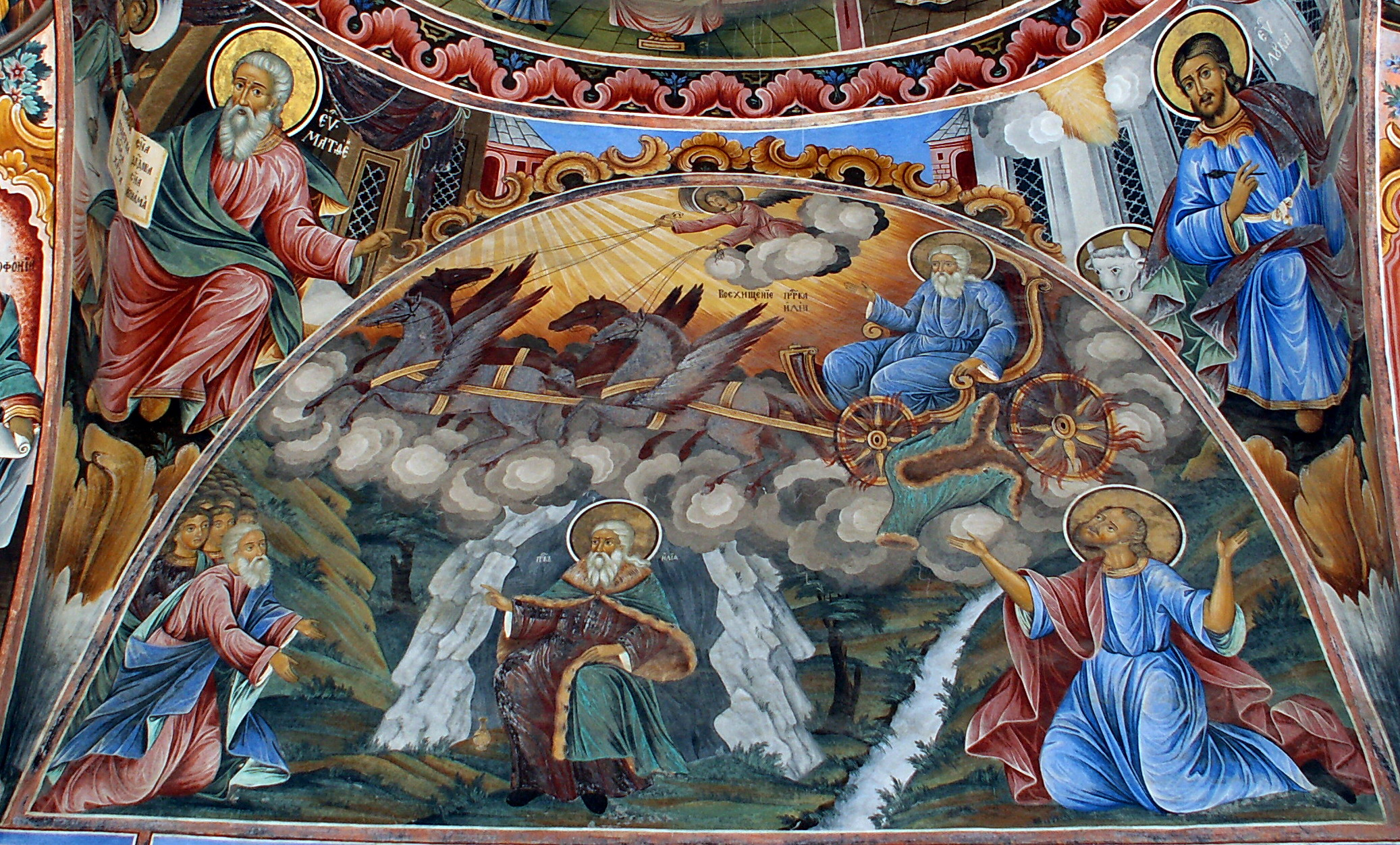
Fresc al monestir de Rila (Bulgària)
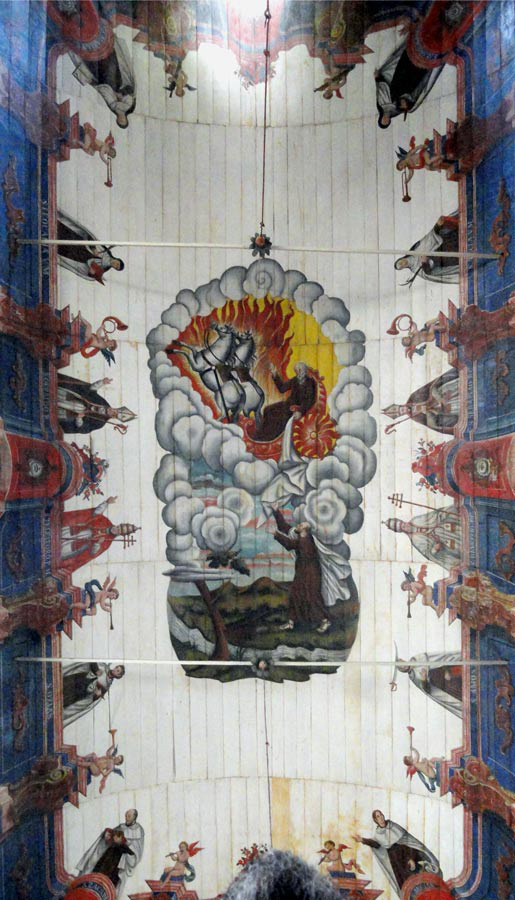
Pintura al sostre de l'església de Sabará (Brasil), per Joaquim Gonçalves da Rocha, 1813
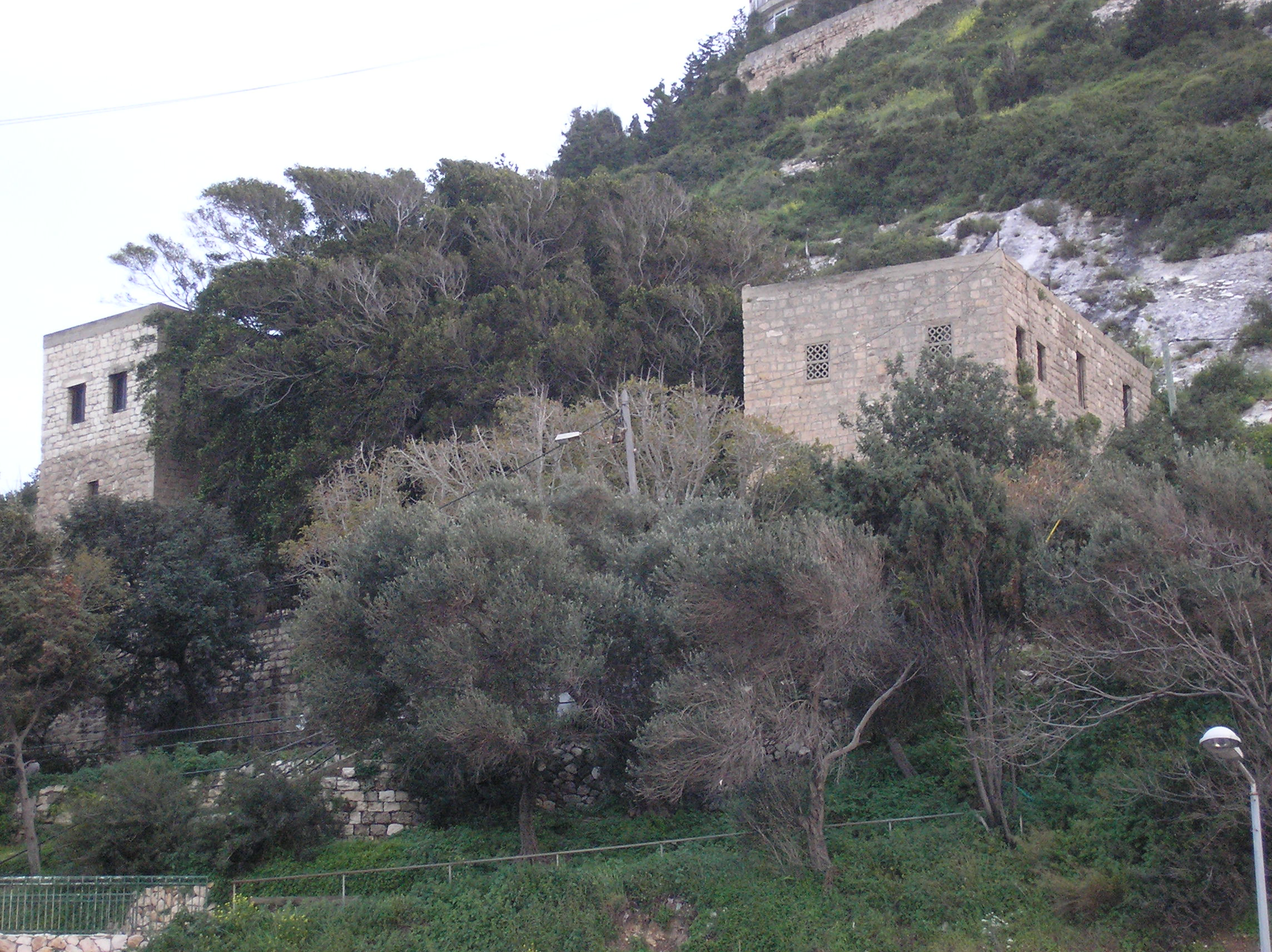
Cova d'Elies, a la muntanya del Carmel, on va viure com a eremita
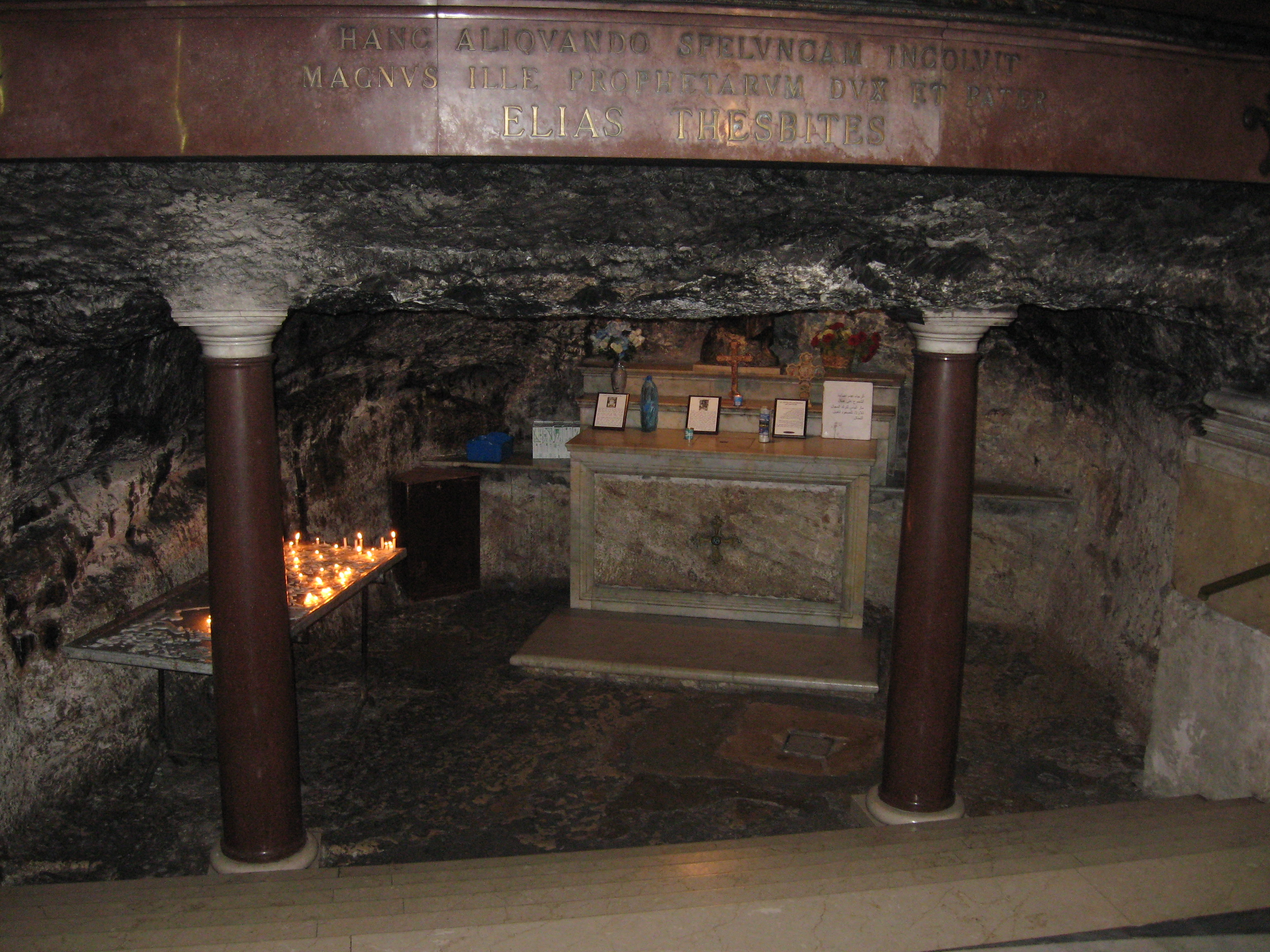
Interior de la Cova d'Elies